# Lergravsparken (metrostation)
Lergravsparken is een ondergronds metrostation in de Deense hoofdstad Kopenhagen dat op 19 oktober 2002 werd geopend.

## Geschiedenis
Na meerdere plannen voor uitbreiding van de stad op Amager kwam in 1989 een werkgroep met een uitgewerkt voorstel voor nieuwe woonwijken en bedrijfsterreinen, de Ørestad, aan de westzijde van Amager. In de Ørestadwet uit het voorjaar van 1992 werd de Ørestadsselskabet belast met de uitvoering van het bouwproject op Amager en de aanleg van een OV-verbinding tussen de stad en de nieuwe wijken. Voor de OV-verbinding werden een tram, een sneltram en een mini-metro overwogen en na onderzoek viel de keuze van het bestuur van de Ørestadsselskabet in 1994 op de metro. Hoewel het project vooral west Amager betrof waren er ook plannen om het vliegveld aan te sluiten op de metro. Hiervoor zou het tracé van de in 1991 stilgelegde goederenspoorlijn, de Amagerbanen, door het oosten van Amager gebruikt kunnen worden. Om deze mogelijkheid open te houden werd in het  ontwerp van het metronet uit 1995 een zijlijn met twee ondergrondse stations als M2 opgenomen. Het voorlopige eindpunt van de zijlijn kwam bij Lergravsparken dat als onderdeel van het eerste deel van de metro werd geopend. In het voorjaar van 2004 werd begonnen met het bouwen van de verlenging van de M2 als metro op het tracé van de voormalige Amagerbanen. Op 28 september 2007 kwam een einde aan de functie als eindpunt toen de verlenging naar Lufthavnen in gebruik werd genomen.

## Ligging en inrichting
Het metrostation bevindt zich vlak bij het gelijknamige park en ligt op 18 meter diepte onder de Østrigsgade in de wijk Sundbyøster op het eiland Amager. De hoofdingang ligt in een ronde bak aan de westkant waar met een vaste trap de verdeelhal op niveau -1 wordt bereikt. Verder is daar een lift die de straat en het perron rechtstreeks met elkaar verbindt. Zoals in de andere ondergrondse stations die volgens het standaard ontwerp zijn gebouwd is de verdeelhal via twee roltrapgroepen van elk vier roltrappen met het perron verbonden. De oostelijke roltrapgroep wordt op niveau -1 geflankeerd door twee ondergrondse fietsenstallingen die van de oostkant toegankelijk zijn met een vaste trap in het park en met tussendeuren verbonden zijn met de verdeelhal. 

Vanløse  · Flintholm  · Lindevang · Fasanvej · Frederiksberg · Forum · Nørreport   · Kongens Nytorv · Christianshavn · Amagerbro · Lergravsparken · Øresund · Amager Strand · Femøren · Kastrup · Københavns Lufthavn 